# Robert Horstink
Robert Horstink (Twello, 26 december 1981) is een voormalige Nederlandse volleybalspeler.
Hij begon op 5-jarige leeftijd met volleybal. In 2004 maakte hij zijn olympisch debuut op de Olympische Spelen van 2004 in Athene. Het Nederlandse volleybalteam eindigde ex aequo op een negende plaats. De Gelderlander woont met zijn vrouw en twee kinderen in Apeldoorn.

## Palmares
- Kampioenschap Nederland: 1996, 1997, 1999, 2001, 2003
- Super Cup Nederland: 2000, 2001
- Nederlandse Cup: 2000, 2002
- Kampioen van Italië: 2007
- Coppa Italia: 2007
- Italiaanse Super Cup: 2007
- CEV Cup: 2011, 2014
- 2004: 9e Olympische Spelen

## Clubhistorie
| periode   | land | naam                              |
| --------- | ---- | --------------------------------- |
| 1993-1998 | NED  | Piet Zoomers/Dynamo (jeugd)       |
| 1998-2000 | NED  | SSS Barneveld                     |
| 2000-2004 | NED  | Piet Zoomers/Dynamo               |
| 2004-2006 | BEL  | Noliko Maaseik                    |
| 2006-2008 | ITA  | Sisley Volley Treviso             |
| 2008-2009 | ITA  | Acqua Paradiso Gabeca Montichiari |
| 2009-2012 | ITA  | Sisley Treviso                    |
| 2012-2013 | QAT  | Al-Jaish Sports Club              |
| 2013-2014 | TUR  | Ziraat Bankası Ankara             |
| 2014-2015 | ITA  | Powervolley Revivre Milano        |

Rob Bontje · Albert Cristina · Kay van Dijk · Nico Freriks · Dirk-Jan van Gendt · Mike van de Goor · Guido Görtzen · Robert Horstink · Marko Klok · Reinder Nummerdor · Richard Schuil · Jeroen Trommel